# Euxoa moerens
Euxoa moerens är en fjärilsart som beskrevs av Augustus Radcliffe Grote 1883. Euxoa moerens ingår i släktet Euxoa och familjen nattflyn. Inga underarter finns listade i Catalogue of Life.